# Liste der Hubschrauberlandeplätze in Sachsen
Die Liste der Hubschrauberlandeplätze in Sachsen zeigt eine Übersicht aller zugelassenen Hubschrauberlandeplätze die für die Luftrettung sowie für den  Werksverkehr eingerichtet wurden. Alle Landeplätze sind Sonderlandeplätze und durch die obere Luftverkehrs- und Luftsicherheitsbehörde Sachsens zugelassen und entsprechen ICAO-Brandschutzkategorien Heliport.  (Stand 2012)

## Hubschrauberlandeplätze (Luftrettung)
- Aue (HELIOS Klinikum)
- Bautzen (Krankenhaus Bautzen)
- Borna (HELIOS Klinikum Borna)
- Chemnitz (Klinikum Chemnitz)
- Coswig (Fachkrankenhaus Coswig)
- Dippoldiswalde DRK Rettungsdienst (kein Krankenhauslandeplatz)
- Dresden (Uniklinikum)
- Dresden (Klinikum Friedrichstadt)
- Dresden (Klinikum Neustadt)
- Döbeln (Klinikum Döbeln)
- Erlabrunn (Klinik Erlabrunn, Akademisches Ausbildungskrankenhaus)
- Freiberg (Kreiskrankenhaus)
- Freital (Klinikum Freital)
- Grimma (Muldentalklinik)
- Görlitz (Städtisches Klinikum Görlitz)
- Hoyerswerda (Lausitzer Seenland Klinikum)
- Leipzig (Uniklinikum)
- Leipzig (Herzzentrum Uniklinik)
- Leipzig (Klinikum St. Georg)
- Leipzig (St. Elisabeth-Krankenhaus)
- Leisnig (HELIOS Klinikum Leisnig)
- Meißen (Elblandklinikum Meißen)
- Oschatz (Collm Klinik)
- Pirna (Klinikum Pirna)
- Radebeul (Elblandklinikum Radebeul)
- Riesa (Elblandklinikum Riesa)[1]
- Schkeuditz (ADAC Luftrettungsstation)
- Schöneck (Paracelsus-Klinik)
- Sebnitz (Sächsische Schweiz Klinik Sebnitz)
- Torgau (Kreiskrankenhaus Torgau)
- Weißwasser (Kreiskrankenhaus) (seit 2013)
- Zschopau (Klinikum Mittleres Erzgebirge)

## Hubschrauberlandeplätze (Werksverkehr)
- Großsteinberg (Ulrich Altner Werk, ehemaliges ACZ-Gelände)
- Chemnitz (Möbel-Haus Höffner)
- Dresden (Möbel-Haus Höffner)
- Leipzig−Radefeld (Porsche-Werk)